# Pavel Benc
Pavel Benc (* 10. Juli 1963 in Jablonec nad Nisou, Tschechoslowakei) ist ein ehemaliger Skilangläufer, der für die Tschechoslowakei und die Tschechische Republik antrat.
Benc nahm im Laufe seiner Karriere an vier Olympischen Winterspielen zwischen 1984 und 1994 teil. Dabei konnte er 1988 in Calgary zusammen mit Radim Nyč, Václav Korunka und Ladislav Švanda die Bronzemedaille im Staffelrennen gewinnen. Sein bestes Ergebnis in einem Einzelwettbewerb war Rang 25 über 30 Kilometer bei den Olympischen Winterspielen 1994 in Lillehammer.
Des Weiteren nahm Benc zwischen 1985 und 1995 an sechs Nordischen Skiweltmeisterschaften teil. Dabei wurde er 1991 in Val di Fiemme Fünfter über 50 Kilometer. Im Weltcup war Bencs bestes Resultat der vierte Platz über 30 Kilometer im März 1987 in Lahti. Im Gesamtweltcup wurde er in den Saisons 1988/89 und 1989/90 jeweils 25.
Bei den tschechoslowakischen Meisterschaften siegte Benc sechsmal mit der Staffel von Dukla Liberec (1986–1990, 1992), viermal über 15 km (1985, 1986, 1989, 1992), zweimal über 50 km (1989, 1992) und einmal über 30 km (1985). Zudem wurde er im Jahr 1983 tschechoslowakischer Juniorenmeister über 10 km und 15 km.
Nach dem Ende seiner aktiven Karriere arbeitete Benc beim Sportverein Dukla Liberec.